# Valforêt
Valforêt ist eine französische Gemeinde mit 322 Einwohnern (Stand 1. Januar 2022) im Département Côte-d’Or in der Region Bourgogne-Franche-Comté.
Sie gehört zum Kanton Longvic und zum Arrondissement Beaune.
Sie entstand mit Wirkung vom 1. Januar 2019 als Commune nouvelle durch Zusammenlegung der ehemaligen Gemeinden Clémencey und Quemigny-Poisot die in der neuen Gemeinde den Status einer Commune déléguée besitzen. Der Verwaltungssitz befindet sich im Ort Clémencey.

## Gliederung
| Ortsteil                    | ehemaliger INSEE-Code | Fläche (km²) | Einwohnerzahl zum 1. Januar 2019 |
| --------------------------- | --------------------- | ------------ | -------------------------------- |
| Clémencey (Verwaltungssitz) | 21178                 | 10,72        | 120                              |
| Quemigny-Poisot             | 21513                 | 11,32        | 186                              |

## Lage
Nachbargemeinden sind Fleurey-sur-Ouche im Nordwesten, Urcy im Norden, Flavignerot im Nordosten, Couchey, Fixin und Brochon im Osten, Chambœuf im Südosten, Semezanges im Süden und Gergueil im Westen.

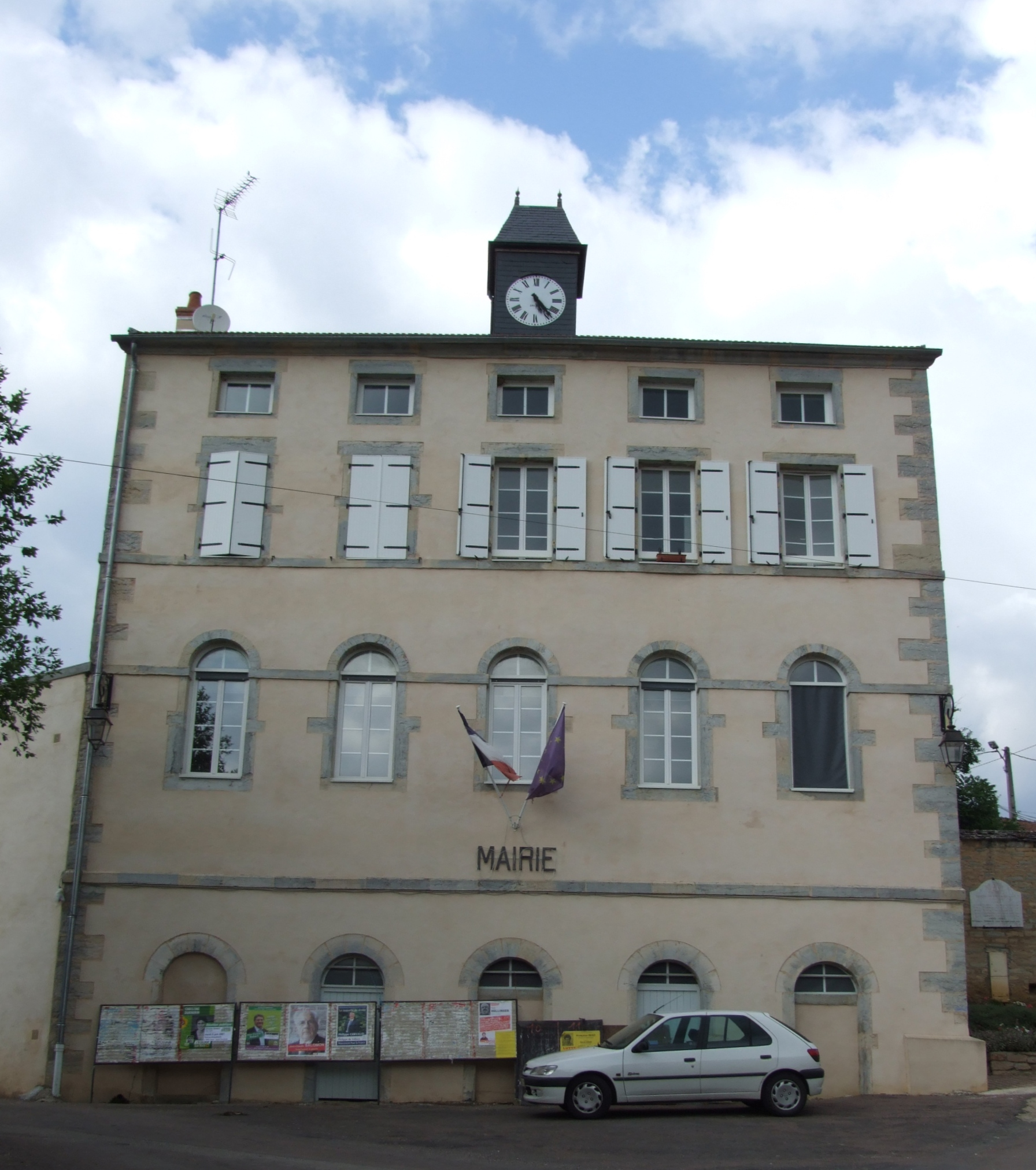
Das Haus der Mairie von Clemencey
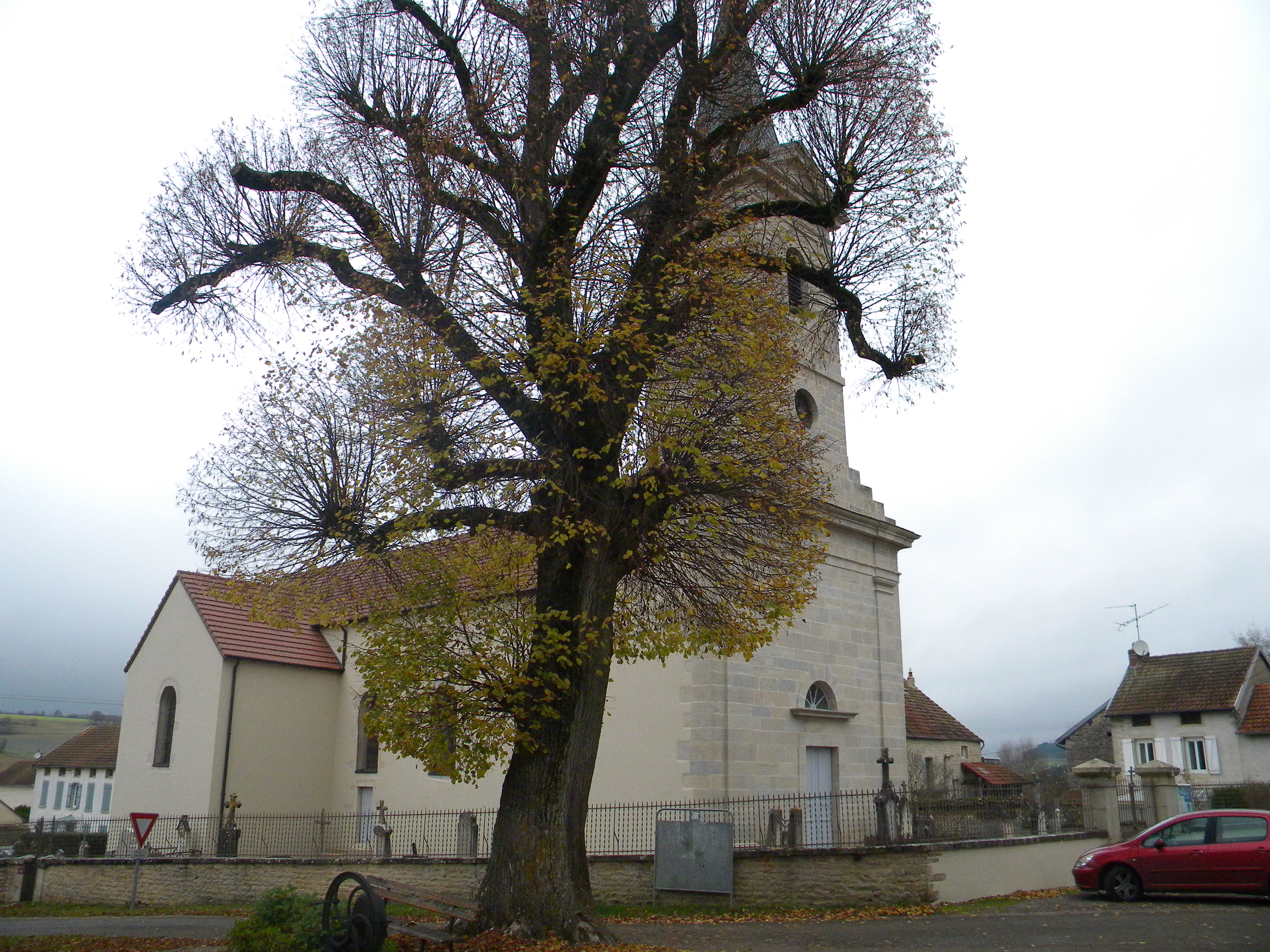
Kirchenbau in Quemigny-Poisot